# Berliner Aufklärung
Die religiöse Toleranz Friedrichs des Großen (1712–1786) ließ Berlin zu einer der wichtigsten Städte der Aufklärung in Europa werden. Die Stadt wurde zu einem bedeutenden Buch- und Pressestandort, sie zog Schauspielgruppen an. Später kam ein Nationaltheater hinzu. Aus dem Montagsclub hatte sich seit 1755 ein literarischer Freundeskreis um den Berliner Verleger und Literaten Friedrich Nicolai entwickelt, dem auch Gotthold Ephraim Lessing zugehörte. Überregionale Bedeutung erlangten die Akademie der Künste und die Akademie der Wissenschaften und das Zentrum der jüdischen Aufklärung Haskala durch Moses Mendelssohn. Vertreter der Spätaufklärung trafen sich in der Berliner Mittwochsgesellschaft, deren Organ die Berlinische Monatsschrift war.

## Personen
- Karl Wilhelm Ramler (1725–1798)
- Johann Georg Sulzer (1720–1779)
- Thomas Abbt (1738–1766)
- Hartwig Wessely (1725–1805)
- Salomon Maimon (1753–1800)
- Johann Jakob Engel (1741–1802)
- Johann Erich Biester (1749–1816)
- Andreas Riem (1749–1814)
- Friedrich Gedike (1754–1803)
- Ernst Ferdinand Klein (1744–1810)
- Julien Offray de La Mettrie (1709–1751)
- Voltaire (1694–1778)
- Karl Philipp Moritz (1756–1793)
- Philipp Buttmann (1764–1829)